# Cuencas costeras e islas entre ríos Itata y Biobío
Las cuencas costeras e islas entre los ríos Itata y Biobío son varias hoyas hidrográficas exorreicas vecinas y de régimen pluvial ubicadas entre las desembocaduras de ambos ríos y que desembocan en el océano Pacífico y que la Dirección General de Aguas reúne en el ítem 082 del inventario BNA de cuencas de Chile. Cubren un área de 150.286,33 hectáreas.

Cuencas costeras e islas entre los ríos Itata y Biobío.

## Límites
Las cuencas cubren un área total de 1.502 km² distribuidos en las comunas Concepción, Talcahuano, Penco, Tomé, Hualpén, Chiguayante, Hualqui, Coelemu, Ránquil y Florida de la Región del Biobío.: 2–25 
Como su nombre lo indica, limitan al norte y al este con la cuenca del río Itata y al sur y al este con la cuenca del río Biobío.: 2–25 

## Población
Estas cuencas incluyen con la conurbación Concepción-Chiguayante, con una importante proporción de la población de la zona de estudio, y además de los centros urbanos costeras como Penco, Tomé y Dichato.: 1–19 
El sistema de información y monitoreo de biodiversidad del Ministerio del Medio Ambiente de Chile señala la siguiente distribución de la superficie de la cuenca entre las comunas (el porcentaje es de la cuenca):
| Región | Provincia  | Comuna      | Hectáreas   | Porcentaje |
| ------ | ---------- | ----------- | ----------- | ---------- |
| Biobío |            |             | 139.859,921 | 93,062%    |
|        | Concepción |             | 139.851,068 | 93,056%    |
|        |            | Florida     | 46.229,515  | 30,761%    |
|        |            | Talcahuano  | 8.250,858   | 5,49%      |
|        |            | Tomé        | 49.452,224  | 32,905%    |
|        |            | Penco       | 10.855,921  | 7,223%     |
|        |            | Concepción  | 20.012,59   | 13,316%    |
|        |            | Chiguayante | 3.464,586   | 2,305%     |
|        |            | Hualpén     | 417,606     | 0,278%     |
|        |            | Hualqui     | 1.167,769   | 0,777%     |
|        | Biobío     |             | 8,853       | < 0,1%     |
|        |            | Yumbel      | 8,853       | < 0,1%     |
| Ñuble  |            |             | 9.953,46    | 6,623%     |
|        | Diguillín  |             | 7,108       | < 0,1%     |
|        |            | Quillón     | 7,108       | < 0,1%     |
|        | Itata      |             | 9.946,352   | 6,618%     |
|        |            | Coelemu     | 5.763,081   | 3,835%     |
|        |            | Ranquil     | 4.183,272   | 2,784%     |

## Subdivisiones
La Dirección General de Aguas subdivide o reúne las cuencas de Chile acorde a las necesidades de estudio y gestión. Existen dos inventarios que han logrado ser aceptados como principales, el del inventario de cuencas del Banco Nacional de Aguas (BNA) de 1978, de mayor uso, y el inventario de cuencas del Departamento de Administración de Recursos Hídricos (DARH) de 2014 de mejor cartografía que ha obligado a redefinir algunos límites, a veces con cambios mayores, pero también por algunas redefiniciones del concepto de subcuenca.
Bajo el BNA el código del ítem es 082 y con el DARH es 0802.
La subdivisión del BNA es como sigue:
| Cuenca                                                           | Subcuenca | Subsubcuenca | Aguas                                                                    | Área drenaje km² | Observaciones |
| ---------------------------------------------------------------- | --------- | ------------ | ------------------------------------------------------------------------ | ---------------- | ------------- |
| 082 Cuencas costeras e islas entre Río Itata y Río Biobío (mapa) |           |              |                                                                          |                  |               |
| 082                                                              | 0820      | 08200        | Costeras Entre Río Itata y Río Pingueral (Incluido)                      | 378              |               |
| 082                                                              | 0821      | 08210        | Costeras entre Río Pingueral y Río Andalien                              | 239              |               |
| 082                                                              | 0822      | 08220        | Río Andalien                                                             | 794              |               |
| 082                                                              | 0823      | 08230        | Costeras entre Río Andalien y Río Bio-Bio                                | 87               |               |
| 082                                                              | 0824      | 08240        | Isla Quiriquina                                                          | 4                |               |
| total:                                                           | 5         | 5            | Región: XVI - VIII ((30 - 70)%) / Tipo: Exorreica / Desemb.: O. Pacífico | 1502             |               |

La disposición de cuencas en el inventario DARH es la siguiente:
| Código     | Nombre                                               | Código en mapa                                       | Tipología de cuenca                                  | Vertiente de cuenca                                  | Origen de cuenca                                     | Temperatura media anual (C°)                         | Temperatura máxima (C°)                              | Temperatura mínima (C°)                              | Precipitación anual (mm)                             | Número de estaciones fluviométricas                  | Número de estaciones pluviométricas                  | Área (km²)                                           |
| ---------- | ---------------------------------------------------- | ---------------------------------------------------- | ---------------------------------------------------- | ---------------------------------------------------- | ---------------------------------------------------- | ---------------------------------------------------- | ---------------------------------------------------- | ---------------------------------------------------- | ---------------------------------------------------- | ---------------------------------------------------- | ---------------------------------------------------- | ---------------------------------------------------- |
| 0802       | Cuenca Costeras e Islas entre Río Itata y Río Biobío | Cuenca Costeras e Islas entre Río Itata y Río Biobío | Cuenca Costeras e Islas entre Río Itata y Río Biobío | Cuenca Costeras e Islas entre Río Itata y Río Biobío | Cuenca Costeras e Islas entre Río Itata y Río Biobío | Cuenca Costeras e Islas entre Río Itata y Río Biobío | Cuenca Costeras e Islas entre Río Itata y Río Biobío | Cuenca Costeras e Islas entre Río Itata y Río Biobío | Cuenca Costeras e Islas entre Río Itata y Río Biobío | Cuenca Costeras e Islas entre Río Itata y Río Biobío | Cuenca Costeras e Islas entre Río Itata y Río Biobío | Cuenca Costeras e Islas entre Río Itata y Río Biobío |
| 08020000   | Río Rafael                                           | 28                                                   | Exorreica                                            | Pacífico                                             | Pluvial                                              | 12.4                                                 | 22.5                                                 | 4.9                                                  | 1118.1                                               | 1                                                    | 0                                                    | 151.6                                                |
| 0802000000 | Estero Quebrada Honda                                | 29                                                   | Exorreica                                            | Pacífico                                             | Pluvial                                              | 12.1                                                 | 23.4                                                 | 4.0                                                  | 1267.4                                               | 0                                                    | 0                                                    | 226.5                                                |
| 080201     | Costeras entre Río Pingueral y Río Andalien          | 0                                                    | Exorreica                                            | Pacífico                                             | Pluvial                                              | 12.0                                                 | 22.1                                                 | 4.4                                                  | 1230.0                                               | 1                                                    | 2                                                    | 234.1                                                |
| 080202     | Río Andalien                                         | 0                                                    | Exorreica                                            | Pacífico                                             | Pluvial                                              | 12.1                                                 | 23.8                                                 | 3.8                                                  | 1369.4                                               | 4                                                    | 3                                                    | 797.4                                                |
| 080203     | Isla Quiriquina                                      | 0                                                    | Exorreica                                            | Pacífico                                             | Pluvial                                              | 12.8                                                 | 21.3                                                 | 6.0                                                  | 848.0                                                | 0                                                    | 0                                                    | 4.3                                                  |
| 080204     | Costeras entre Río Andalien y Río Biobío             | 0                                                    | Exorreica                                            | Pacífico                                             | Pluvial                                              | 12.8                                                 | 22.8                                                 | 5.4                                                  | 982.8                                                | 0                                                    | 0                                                    | 86.3                                                 |

## Geomorfología

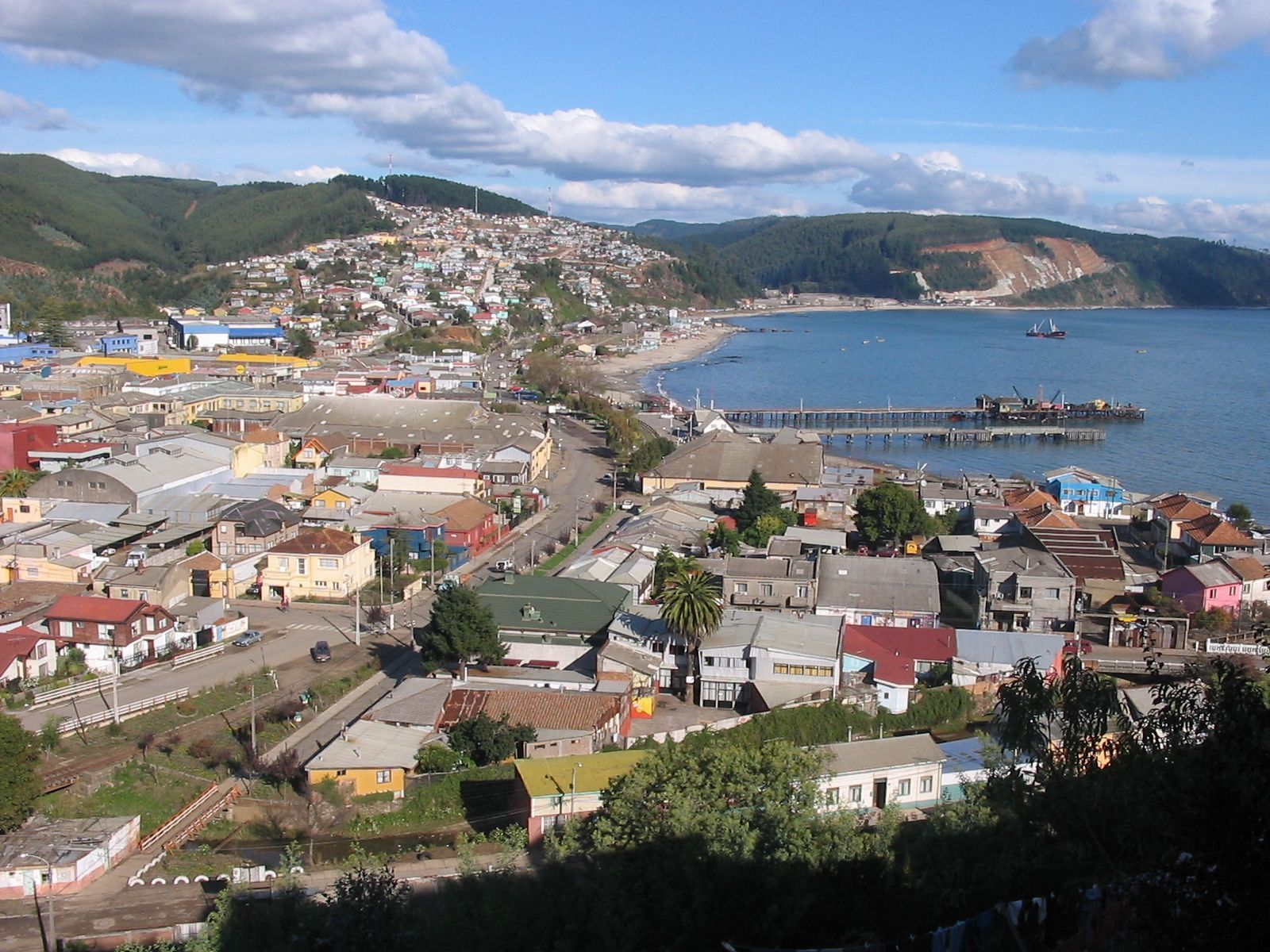
La ciudad de Penco emplazada en una de las planicies litorales aunque rodeada de algunas suaves colinas que llegan hasta el mar.

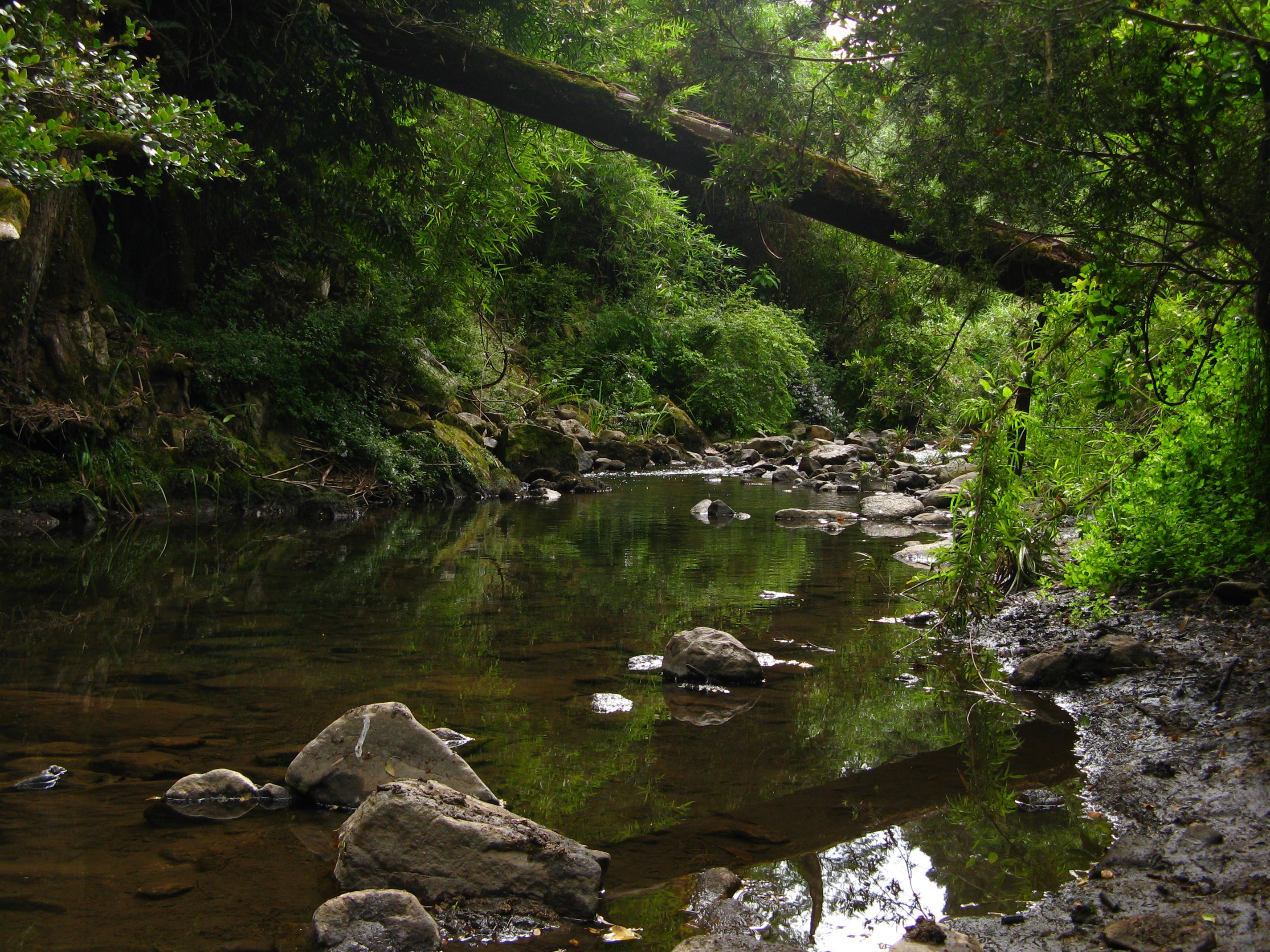
Estero Nonguén, un afluente izquierdo del río Andalién, en el parque nacional Nonguén.

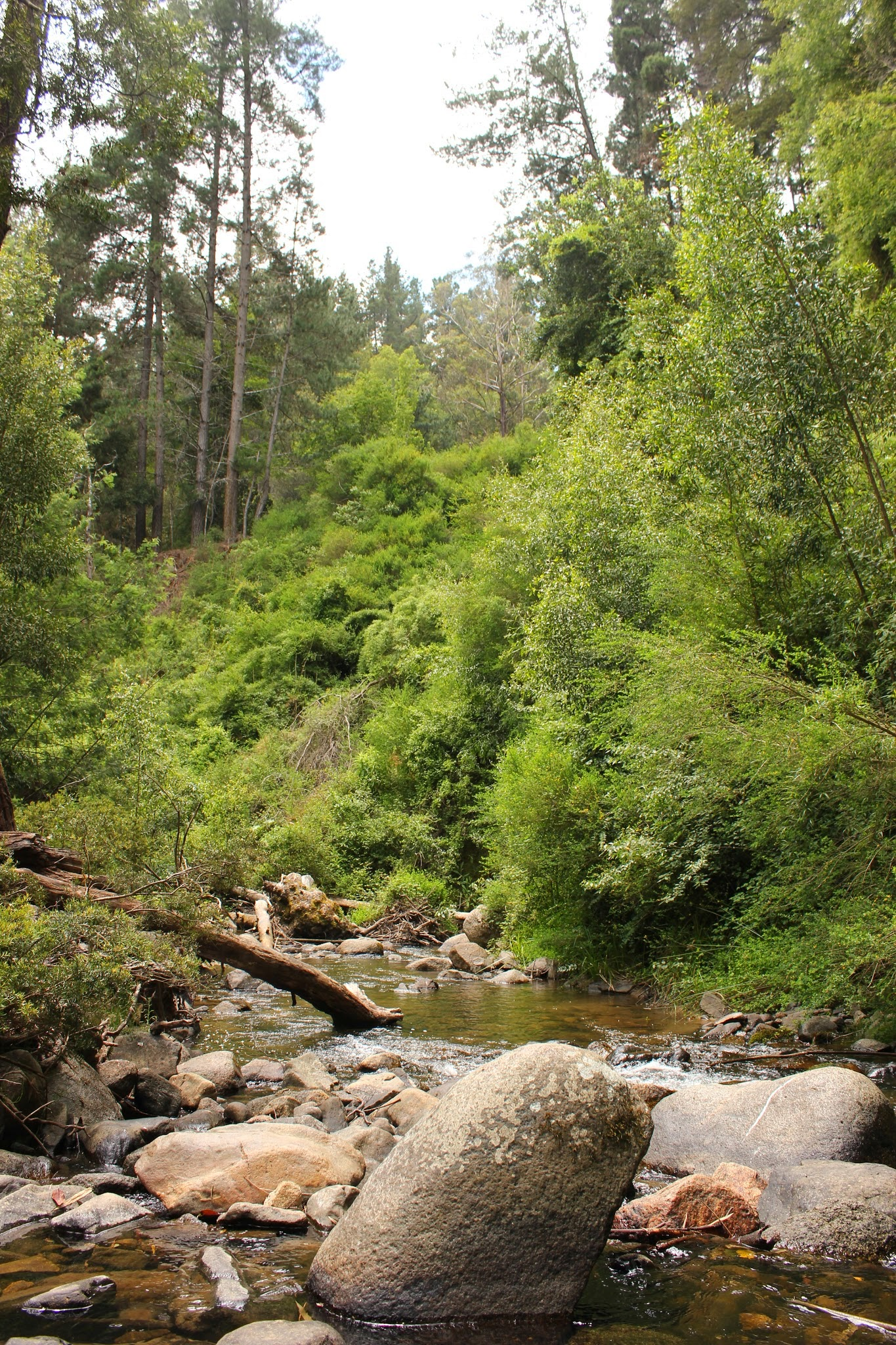
El parque nacional Nonguén se adentra en la cordillera de la Costa.

Las cuencas se ubican sobre tres unidades geomorfológicas (relieve terrestre) que le dan un carácter específico a la hoya:: 1–26 
- Las planicies litorales que se elevan desde el nivel del mar hasta una altitud de 350 m.
- Los llanos de sedimentación fluvial o aluvional, que son los depósitos provenientes del volcán Antuco transportados poe el río Biobío y las arenas blancas provenientes del granítico de la costa.
- La cordillera de la costa, que en esta zona corresponde a la cordillera de Nahuelbuta.

## Hidrología
La ciudad de Concepción posee dos grupos de lagunas, uno al sur de la desembocadura del Biobío, que incluye las lagunas Chica de San Pedro de la Paz y la Grande de San Pedro de la Paz, y el sistema de lagunas al norte del Biobío, integrado por las lagunas laguna Price, Redonda, Las Tres Pascualas, Lo Méndez, Lo Galindo, Lo Custodio y la Pineda.: 118  Este grupo de norteñas, pertenecen al ítem 082.

### Red hidrográfica
Los cuerpos de agua considerados en esta categoría son:
Además fluyen hacia el Pacífico los esteros Perales, Purema, Dichato y Lirquén, que son menores.: 2–36 

### Caudales y régimen
Las cuencas en cuestión tienen un régimen netamente pluvial debido a las bajas altitudes y a su ubicación geográfica.: 2–36 

### Desaladoras
No están registradas plantas desaladoras en las cuencas de marras.: 2–78 

### Glaciares
No existen nieves ni glaciares en la cuenca.: 2–69 

### Humedales
El inventario público de cuencas hidrográficas y lagos, de la Dirección General de Aguas y el inventario nacional de humedales del Ministerio del Medio Ambiente consignan numerosos lagos, laguna y humedales. Para nombrar solo algunos de ellos, la fuente cita: laguna Lo Pineda, Tucapel Bajo _Paicaví, Laguna Las Tres Pascualas, laguna Redonda, laguna Lo Custodio, laguna Lo Galindo, laguna Lo Méndez, humedal calles Manuel Gutiérrez con Tucapel, Chaimávida, Florida 1, Vasco de Gama, laguna Price, Agua amarilla, Cosmito, laguna sector El Rosal, H. Costado Calle Seis -Aviación, humedal Intersección Claudio Gay, humedal Los Perales, Sistema de humedal Los Coipos, Sistema Humedal Rocuant-Río Andalién, Sistema Canal El Morro, humedal Isla Quiriquina, laguna Macera (Diego Portales), Sector Playa Blanca, Humedal Cocholgüe y tranque Carlos Mahns.: 4–111 

### Acuíferos
El único acuífero de interés hidrogeológico es el Talcahuano.: 2–78 

## Clima

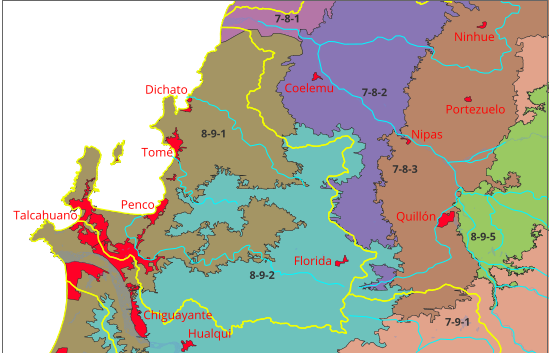
Distritos agroclimáticos en el ítem 082 del inventario de cuencas (BNA) de Chile según el :es:Atlas agroclimático de Chile. Las líneas amarillas muestran los límites de los ítems o cuencas.

El Atlas agroclimático de Chile distingue dos distritos climáticos en la cuenca:
- 8-9-1 Templado cálido supratermal con régimen de humedad sub húmedo seco (Csb2Shs). La temperatura oscila entre un máximo de enero de 22,5 °C (máx de 26 °C y mín de 18,6 °C dentro del distrito) y un mínimo de Julio de 5,7 °C (máx de 6,5 °C y mín de 4,7 °C dentro del distrito). Tiene un promedio de 297 días consecutivos libres de heladas. En el año se registra un promedio de 3 heladas. El período de temperaturas favorables a la actividad vegetativa dura 9 meses. Registra anualmente 1.185 días grado y 443 horas de frío acumuladas hasta el 31 de Julio. La precipitación media anual es de 1.135 mm y un período seco de 5 meses, con un déficit hídrico de 465 mm/año. El período húmedo dura 5 meses durante los cuales se produce un excedente hídrico de 464 mm.

- 8-9-2 Templado cálido supratermal con régimen de humedad sub húmedo húmedo (Csb2Shh). La temperatura oscila entre un máximo de enero de 25,1 °C (máx de 28,8 °C y mín de 20,2 °C dentro del distrito) y un mínimo de Julio de 5,8 °C. (máx de 6,6 °C y mín de 4,6 °C dentro del distrito) Tiene un promedio de 304 días consecutivos libres de heladas. En el año se registra un promedio de 4 heladas. El período de temperaturas favorables a la actividad vegetativa dura 9 meses. Registra anualmente 1.266 días grado y 452 horas de frío acumuladas hasta el 31 de Julio. La precipitación media anual es de 1.587 mm y un período seco de 4 meses, con un déficit hídrico de 475 mm/año.El período húmedo dura 6 meses durante los cuales se produce un excedente hídrico de 882 mm.

La clasificación climática de Köppen divide la zona en 2 sectores. Una franja costera de aproximadamente 10 km de ancho con un clima templado cálido con lluvias invernales y gran humedad atmosférica (Csbn´s). En el resto de las cuencas, las laderas de la cordillera, se encuentra el tipo clima templado cálido con lluvias invernales (Csb).: 2–48 

Diagrama Walter Lieth para la ciudad de Concepción.

Los diagramas Walter Lieth muestran con un área azul los periodos en que las precipitaciones sobrepasan la cantidad de agua que el calor del sol evapora en el mismo lapso de tiempo, (un promedio de 10 °C mensuales evaporan 20 mm de agua caída) dejando un clima húmedo. Por el contrario, las zonas amarillas indican que durante ese tiempo el agua caída puede ser evaporada por el calor del sol. El área gris señala meses muy húmedos.

## Actividades económicas
El motor económico de la cuenca son, principalmente, los sectores productivos: forestal, industrial, pesca, turismo. El sector industrial esta fundado en principalmente en los núcleos urbanos de Concepción y Talcahuano.: 2–45 
Una parte importante de la economía de la cuenca esta determinada por el uso del suelo. El año 2015 se censaron los siguientes usos:
| Subuso del suelo                 | Área (ha) | % de subuso |
| -------------------------------- | --------- | ----------- |
| Bosque nativo                    | 20.826    | 13,9%       |
| Praderas y matorrales            | 21.331    | 14,2%       |
| Plantación                       | 83.831    | 55,8%       |
| Terrenos agrícolas               | 13.825    | 9,2%        |
| Áreas urbanas e industriales     | 7.910     | 5,3%        |
| Áreas desprovistas de vegetación | 950       | 0,6%        |
| Cuerpos de agua                  | 1.527     | 1,0%        |
| Total                            | 150.200   | 100%        |

## Áreas bajo protección oficial y conservación de la biodiversidad
En las cuencas están con algún grado de protección:: 2–69 
- Parque nacional Nonguén
- Sitio prioritario Vegas del Itata
- Sitio prioritario Tomé-Neuque
- Sitio prioritario Isla Quiriquina y Tumbes
- Sitio prioritario Área marina Tumbes
- Sitio prioritario Humedales Sistema Lacustre Intercomunal Concepción

También existen las áreas protegidas de propiedad privada (ASPP) Guay Guay, Pingueral, Veguillas, Esperanza, Quebrada Honda 2, Fundo Los Coihues, Chosme, El Queule y Parque Tumbes.